# بلوود (ویسکانسین)
بلوود (به انگلیسی: Bellwood) یک منطقهٔ مسکونی در ایالات متحده آمریکا است که در Brule واقع شده‌است. بلوود ۳۳۸٫۰۳ متر بالاتر از سطح دریا واقع شده‌است.